# Aries Merritt
Aries Merritt (* 24. Juli 1985 in Chicago) ist ein US-amerikanischer Hürdenläufer, der sich auf die 110-Meter-Distanz spezialisiert hat. 2012 in London wurde er Olympiasieger und stellte mit 12,80 s einen neuen Weltrekord auf.

## Leben
Bei den Juniorenweltmeisterschaften 2004 in Grosseto holte Merritt die Goldmedaille. 2006 wurde er, für die University of Tennessee startend, in 13,21 s NCAA-Meister. Bei den Weltmeisterschaften 2009 in Berlin schied er im Vorlauf aus. Zwei Jahre später kam er bei den Weltmeisterschaften 2011 in Daegu mit 13,67 s als Sechster ins Ziel und wurde nach der Disqualifikation von Dayron Robles Fünfter.

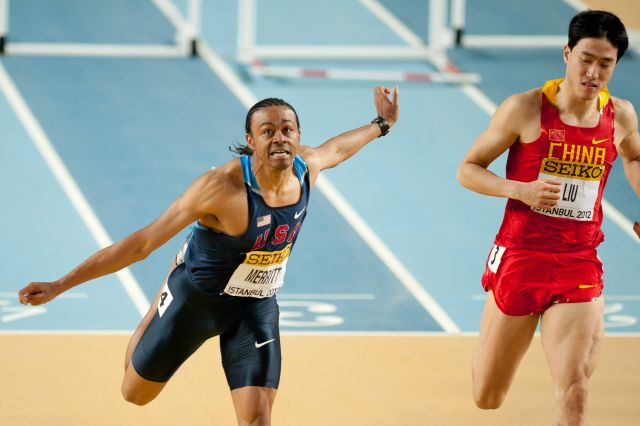
Aries Merritt bei den Hallenweltmeisterschaften 2012

2012 nahm Merritt im Winter den Wechsel von acht auf sieben Schritte vor der ersten Hürde vor. Die neue Taktik war erfolgreich, er siegte bei den US-Hallenmeisterschaften und den Hallenweltmeisterschaften in Istanbul über 60 Meter Hürden. Bei den Olympischen Spielen 2012 in London gewann er über 110 Meter die Goldmedaille und erreichte mit 12,92 s seine persönliche Bestzeit, nur fünf Hundertstelsekunden über dem Weltrekord. Diesen brach er am 7. September beim Memorial Van Damme in Brüssel in 12,80 s und sicherte sich damit den mit 40.000 US-Dollar dotierten Gesamtsieg der Diamond-League-Wertung. Vor dem Weltrekord hatte er seit Ende Juni sechs Läufe in unter 13 Sekunden absolviert.
Während der Hallensaison 2013 wurde Merritt von Schmerzen im Oberschenkel geplagt, weshalb er Ende Januar entschied, keine weiteren Hallenwettkämpfe mehr zu bestreiten. Bei seinem ersten großen Freiluftmeeting der Saison, in Shanghai, wurde er dadurch so stark behindert, dass er den Lauf abbrach. Mit Blick auf die Weltmeisterschaften in Moskau und die damit verbundene erhoffte Qualifikation bei den US-Meisterschaften im Juni wollte er danach so früh wie möglich wieder zu trainieren anfangen, was ihm jedoch erst ab dem 14. Juni, eine Woche vor den US-Trials wieder möglich war. Dort schaffte er es, sich mit 13,23 s als Dritter für die Weltmeisterschaften zu qualifizieren. Beginnend mit Birmingham absolvierte er noch drei Wettkämpfe vor den Weltmeisterschaften, die er allesamt gewann: In Birmingham mit 13,23 s, in Paris mit 13,09 s und schließlich in London mit 13,14 s. Bei den Weltmeisterschaften kam er wie erwartet ins Finale, wo er sich der stärkeren Konkurrenz geschlagen geben musste und mit 13,31 s Sechster wurde.
Im Oktober 2013 wurde bei Merritt eine von einem seltenen Gendefekt verursachte Niereninsuffizienz festgestellt. Diese hatte sich durch einen Virusbefall kenntlich gemacht, wodurch die Leistungsfähigkeit der Niere auf 15 Prozent fiel. Bis April 2014 verbrachte Merritt im Krankenhaus. Nach sechs Wochen Vorbereitungszeit bestritt er im Mai wieder einen Wettkampf und steigerte sich im Lauf der Saison auf 13,27 s. Bei den US-Trials im Juni 2015 qualifizierte er sich als Dritter für die Weltmeisterschaften in Peking. Dort gewann er am 28. August 2015 in 13,04 s die Bronzemedaille. Wenige Tage später, am 1. September, wurde bei Merritt erfolgreich eine Nierentransplantation vorgenommen.

## Persönliche Bestzeiten
- 50 m Hürden (Halle): 6,54 s, 28. Januar 2012, New York City
- 60 m Hürden (Halle): 7,43 s, 26. Februar 2012, Albuquerque
- 110 m Hürden: 12,80 s (WR), 7. September 2012, Brüssel